# تاريخ يهود عدن

موقع جنوب اليمن

يهود عدن هم اليهود الذين ولدوا في أو الذين عاشوا في عدن على الطرف الجنوبي من شبه الجزيرة العربية
```
عدن 
ميناء
 يطل على 
خليج عدن
 الذين كان محتلا من قبل 
بريطانيا
. اليهود هنا أقرب المستوطنين. قبل حوالي خمس مائة سنة كتب الحاخام عوبديا من بارتينورو أن اليهود من أرض عدن لا تعرفون الكثير عن 
التلمود
 باستثناء الحاخام الفاسي والحاخام موشيه بن ميمون. هاجر جميع السكان تقريبا من عدن في الفترة بين 
يونيو
 
1947
 
وسبتمبر
 
1967
. يعيش معظمهم الآن في 
إسرائيل
 والبعض الآخر في 
المملكة المتحدة
 وعدد أقل في أماكن متفرقة.
```

## التاريخ
اليهود من المؤكد ظهروا في عدن في 200 ميلادية وعلى الرغم من أن الجالية اليهودية تبدو أن لديها تاريخ شامل موثق ولكن لا توجد سوى رسالة مرسلة من تاجر يهودي من عدن في جنوب الجزيرة العربية إلى القاهرة قبل حوالي 850 سنة. وفي هذه الرسالة يسأل المرسل عن بعض البضائع في القاهرة لشرائها لتلبية احتياجات أهل بيته. في الجنيزا (اكتشف في عام 1896) تحتوي على أحرف مذهلة من هذه الفترة من حكماء تكشف عن اتصالات بين هذين المجتمعين. أرسلت بعض الرسائل من رؤساء الأكاديميات اليهودية إلى العدنيين والمجتمعات الأخرى التي تسعى للدعم المالي لمؤسساتهم. الحفريات في بيت شعاريم في إسرائيل تقدم دليل على أن اليهود كانوا استقروا في عدن خلال فترة المشناه (القرن الثاني والقرن الثالث الميلادي). تم اكتشاف مقابر لليهود من اليمن. هؤلاء اليهود قد تم جلبهم من حمير لدفنهم في الأراضي المقدسة. تم العثور على شواهد القبور أيضا في المقابر اليهودية في عدن التي يرجع تاريخها إلى حوالي القرن الثاني عشر.
نشأت علاقات متقاربة في القرن العاشر بين يهود عدن ويهود بابل. على الرغم من أن هذا لم يدم طويلا أبقوا على هذه الممارسة حتى بعد أن بداية طباعة الكتاب. يهود عدن يمتلكون ترجمات لسعيد بن يوسف الفيومي إلى اللغة العربية من التوراة وميغولوث خمسة. اعتمدت صلوات حكماء بابل مثل هوشانوت للسكوت الذي يرد في كتاب صلاة الفيومي واحتفظ بها يهود عدن منذ ذلك الحين. في واحدة من وثائق القاهرة هناك تظهر تعليمات من العدني مادمون بن بندر بن يافتار حاكم اليمن لهالفون بن نيثانئيل هاليفي من الفسطاط في مصر مما يدل على أن بالفعل في القرن العاشر كان هناك مستوطنة يهودية صغيرة في عدن. من 1083 إلى 1173 كان يحكم عدن من قبل الأسرة العربية المسمى الزوريين. من هذا الوقت فصاعدا صارت عدن مركز مجتمعي هام وأصبح الميناء حاسما بالنسبة للممرات البحرية التجارية بين البحر الأبيض المتوسط والهند وكذلك في الشرق الأقصى. أصبح اليهود مشاركين بشدة في التجارة الدولية نتيجة لأنهم كانوا قادرين على تقديم الدعم السخي ليهود بابل، مصر، وأرض إسرائيل. من القرن العاشر إلى القرن الثالث عشر كانت عدن مركزا للحياة اليهودية اليمنية. حكام ووزراء اليمن أقاموا في عدن ومن هناك قاد المجتمع بأكمله. تأثيرهم وصل حتى بلاد فارس وبابل وجميع أنحاء شبه الجزيرة العربية من الحجاز شمالا وحضرموت شرقا.
منذ مئات السنين حتى عام 1947 فإن الجالية اليهودية البالغ قوامها 8550 في عدن - على الرغم من بعض استياء العرب منهم - يعيشون في هدوء نسبي.

## مجامع عدن
قبل الحرب العالمية الثانية كانت هناك سبعة معابد يهودية في عدن وبلغ عدد السكان اليهود عدة آلاف. في عام 1858 الكنيس الكبير في عدن يسمى درع أفراهام. كان الكنيس كبيرا بما يكفي لإقامة صلاة أكثر من 2000 مصل. يشيفا يسمى (التوراة لقد هاميتزفاه) بني أيضا بجانب الكنيس. بينما كان الكنيس الكبير مركزا للجالية اليهودية فقد وجد أيضا العديد من المعابد الصغيرة. وكان من أبرزها كنيس الفرحي الذي كان بمثابة تلمود التوراة للفتيان حتى وقت مبكر من أربعينات القرن العشرين. يوجد كنيس آخر باسم معلامات هانوخ وقد تأسس في عدن على يد رجل يدعى موشيه هليفي هانوخ. وكان قد هاجر إلى عدن وجعل رزقه من استيراد الكتب المقدسة من أوروبا. عشية رأس سنة 1924 افتتح كنيس جديد باسم سلام سوكات والمعروف شعبيا باسم معلامات السلام.

## المؤلفات
لم يكن هناك أبدا مطبعة عبرية في اليمن باستثناء عدن وجميع الكتب المقدسة التي يستخدمها اليهود كانت تخط بخط اليد. أعطي الكنيس العدني الرئيسي في لندن نفس الاسم مثل كتاب نحلات يوسف. ألف هذا الكتاب الحاخام شموئيل بن يوسف حفيد ديان الثالث من عدن. هذا الكتاب يغطي كل الممارسات الدينية للجالية اليهودية في عدن منذ استنتاجات تلمود القدس في القرن الخامس. مدراش هاغادول كتبه ديفيد بار عمرام العدني في القرن الثالث عشر وهو عبارة عن تجميع من للكتب المقدسة. وبالإضافة إلى ذلك فإنه يستعير اقتباسات من كتابات القبالة.

## تحت الحماية البريطانية

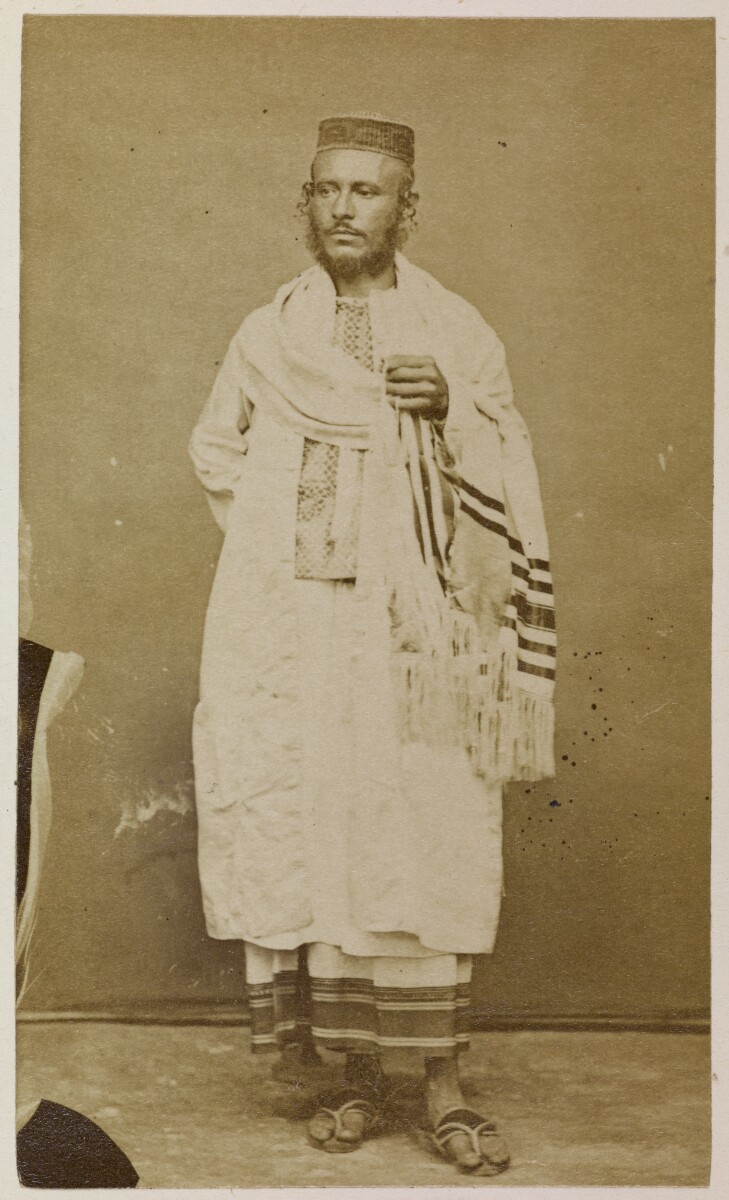
يهودي عدني في أواسط سبعينات القرن التاسع عشر

بدأت الإمبراطورية البريطانية بالتوسع في منطقة الشرق الأوسط خلال منتصف القرن التاسع عشر وحصل يهود عدن على معاملة أفضل إلى حد كبير تحت محمية عدن مقارنة بالحكم الإسلامي الذي جذب المهاجرين اليهود من بقية اليمن. بعد 1838 كان هناك ما يقرب من 5,000 يهودي في مدينة عدن نفسها وحوالي 2,000 في باقي محمية عدن.

## السنوات الأخيرة للمجتمع اليهودي في عدن
في عام 1928 أنشأت الوكالة اليهودية مكتبا في عدن. في السنوات التالية كانت هناك دوافع دينية، تفشي العنف، وأعمال شغب صغيرة نسبيا في عام 1932. في عام 1933 وقعت هجمات معادية لليهود في عدن وقذف العديد منهم بالحجارة وتم طعن بعضهم من قبل مثيري الشغب العرب. اندلاع أعمال العنف هذه كانت ذات تأثير بسيط مقارنة بما حدث بعد ثلاثة أيام من تصويت الأمم المتحدة 1947 على تقسيم فلسطين حيث أدى إلى تحطم المجتمع العدني. في عدن تحولت الاحتجاجات إلى أعمال عنف دامية غير مقيدة ضد اليهود ناجمة عن اتهام اليهود قتل اثنين من الفتيات المحليات.
اندلعت المذبحة في 2 ديسمبر 1947 التي أدت إلى مقتل 82 يهودي وإصابة 76 وسرقة 106 من المحلات التجارية اليهودية من أصل 170 في عدن وثمانية أفرغت جزئيا. حرقت أربع معابد يهودية وسويت بالأرض وأحرق أو نهب أو أتلف 220 منزل لليهود. دمرت مدرسة سليم للبنات التي افتتحت في عام 1929 التي كانت تقع بجانب مدرسة الملك جورج الخامس اليهودية للبنين ضمن أعمال شغب عام 1947.
استمر التدمير النهائي للمجتمع حتى عام 1967 أي بعد وقت قصير من حرب الأيام الستة وبعد أن حصلت عدن على استقلالها عن بريطانيا (تم التنازل عن عدن للبريطانيين في عام 1839). كان هناك قتل ونهب وتدمير جديد للمعابد. أجلي اليهود أخيرا بمساعدة البريطانيين عندما اكتشفوا أن العرب كانوا يخططون لمذبحة ما تبقى من الجالية اليهودية. يهود عدن أصبح تقريبا ليس له وجود حاليا.